# NGC 4897
NGC 4897 este o galaxie seyfert de tip 2⁠(d) situată în constelația Fecioara. A fost descoperită în 21 aprilie 1882 de către Ernst Wilhelm Tempel. Se află la o distanță de 37,41 de megaparseci de Pământ.